# ادی‌هازاش‌فالو
اِدْیْ‌هازاش‌فالو (به مجاری: Egyházasfalu) یک شهرداری در مجارستان است که در ناحیه شوپرون واقع شده‌است. ادی‌هازاش‌فالو ۲۱٫۶۴ کیلومتر مربع مساحت و ۹۱۳ نفر جمعیت دارد.